# Монредон-де-Корбьер
Монредо́н-де-Корбье́р (фр. Montredon-des-Corbières) — коммуна во Франции, находится в регионе Лангедок — Руссильон. Департамент коммуны — Од. Входит в состав кантона Западная Нарбонна. Округ коммуны — Нарбонна.
Код INSEE коммуны — 11255.

## Население
Население коммуны на 2008 год составляло 1104 человека.
| 1962 | 1968 | 1975 | 1982 | 1990 | 1999 | 2008 |
| ---- | ---- | ---- | ---- | ---- | ---- | ---- |
| 640  | 645  | 717  | 729  | 850  | 904  | 1104 |

## Экономика
В 2007 году среди 626 человек в трудоспособном возрасте (15—64 лет) 425 были экономически активными, 201 — неактивными (показатель активности — 67,9 %, в 1999 году было 66,5 %). Из 425 активных работали 376 человек (219 мужчин и 157 женщин), безработных было 49 (23 мужчины и 26 женщин). Среди 201 неактивного 58 человек были учениками или студентами, 75 — пенсионерами, 68 были неактивными по другим причинам.